# Малаван
Футбольний клуб Малаван Бандар Анзалі або просто Малаван (перс. باشگاه فوتبالم لوان بندر انزلى) — професіональний іранський футбольний клуб з міста Бандар-Анзалі. Зараз команда виступає в другому дивізіоні іранського чемпіонату, Лізі Азадеган. У сезоні 2015/16 років «Малаван» виступав у Кубку Перської затоки, але за підсумками чемпіонату покинув його. Команда відома завдяки своїм палким фанам, належить до числа найуспішніших клубів, які не базуються в Тегерані. 
Клубом володіє іранський бізнесмен Сірус Махджуб. Футбольна команда клубу є частиною Культурного та Спортивного клубу «Малаван».

## Історія

### Заснування
У 1968 році Баман Саленія разом з деякими молодими спортсменами з портового міста Анзалі заснували новий клуб. Через деякий час ВМС Ірану вирішили стати головним спонсором та власником клубу.

### Ранні роки
Клуб жодного разу не мав визначних досягнень, але став одним з найсильніших клубів країни (серед тих, які не базуються в Тегерані), після того як у 1977 та 1989 роках став бронзовим призером чемпіонату. У 1990 році команда тріумфувала в Кубку Хазфі. У 1988 році «Малаван» взяв участь в Азійському клубному чемпіонаті, але після поразки від СК «Сондерс» у першому раунді команда знялася з розіграшу через початок ірано-іракської війни.

### Іранська Про ліга
У 2003 році «Малаваг» вилетів до Ліги Азадеган, проте затримався в ній лише на один сезон, за підсумками якого одразу ж повернувся до Іранської Про ліги. З того моменту й до останнього часу вони зарекомендували себе як один з найстабільніших футбольних клубів Ірану, який за підсумками кожного сезону займав місця в середині турнірної таблиці чемпіонату, протягом цих років у клубі лише декілька разів змінювався головний тренер завдяки чому «Малаван» фактично на рівних грав з грандами іранського футболу. У сезонах 2008/09 та 2009/10 років вони фінішували на 12-му місці в іранському чемпіонаті. У сезоні 2010/11 років «Малаван» фінішував на 8-му місці та дійшов до фіналу кубку Хазфі, в якому поступився «Персеполісу». А в сезоні 2013/14 років «Малаван» сенсаційно завершив чемпіонат на 7-му місці, цей результат став найкращим досягненням в історії клубу.

### Пониження в класі
У липні 2015 року керівництво «Малавана» запросило на посаду головного тренера клубу відомого іранського фахівця Аміра Галеноеї, який разом з «Естеґлалем» та «Сепаханом» декілька разів ставав переможцем національного чемпіонату. Такі гравці як Араш Афшин, Хоссейн Магіні та Сагаб Карімі приєдналися до клубу, щоб пройти військову службу. У першому матчі Галеноеї на чолі «Малавану», його команда з рахунком 1:0 перемогла володаря кубку Хазфі «Зоб Ахан». Проте лише після трьох зіграних матчів Амір Галеноеї залишив команду, а на посаді головного тренера його замінив Хамід Естілі, колишій тренер «Персеполісу».
13 травня 2016 року після поразки від «Шам Джамегана» з рахунком 0:2 (напередодні матчу «Малаван» випереджав свого суперника в турнірній таблиці чемпіонату) команда вдруге в своїй історії вилетіла до Ліги Азадеган.
Напередодні початку сезону 2016/17 років стало відомо, що новим головним тренером клубу стане скандальний фахівець Мохаммед Маєлі Коган. Незважаючи на непогані результати команди й перебування в турнірній таблиці чемпіонату поряд зі зоною підвищення, Коган був помічений у декількох сутичках з фанами клубу, що призвело до того, що в значна частина уболівальників клубу оголошувала бойкот своїм улюбленцям й не приходила на деякі поєдинки.

## Досягнення

### Національні титули
- Кубок Хазфі
  -  Володар (3): 1975/76, 1986/87, 1990/91
  -  Фіналіст (5): 1987/88, 1988/89, 1991/92, 2010/11, 2024/25

- Ліга Азадеган
  -  Срібний призер (1): 2003/04

### Малі трофеї
- Міжнародний кубок Вахдат
  -  Бронзовий призер (1): 1982

- Кубок ОЕС
  -  Фіналіст (1): 1974

## Ель-Гілано
Матчі між «Малаваном» та «Дамашем» або «Сепірудом» відомі як Гіланське Дербі або Ель-Гілано. Ці матчі належать до еайважливіших та найнапруженіших футбольних протистоянь в Ірані. З моменту заснування Іранської Про Ліги в 2001 році «Малаван» лідирує в цьому дербі з 4-ма здобутими перемогами. «Малаван» у цьому протистоянні також може похизуватися перемогами з великим рахунком, так у 2005 та 2013 роках вони перемагали своїх суперників з рахунком 3:0. Дербі також «славиться» бійками між фанами команд-суперниць. У 2008 році «Малаван» переміг «Дамаш» з рахунком 2:1, вболівальники «Дамаша» напали на фанів «Малавана», при цьому перші зривали зі стадіону сидіння й жбурляли ними у прихильників «Малавану». Аналогічна ситуація повторилася 2013 року, коли «Малаван» переміг «Дамаш» з рахунком 3:0.

## Уболівальники

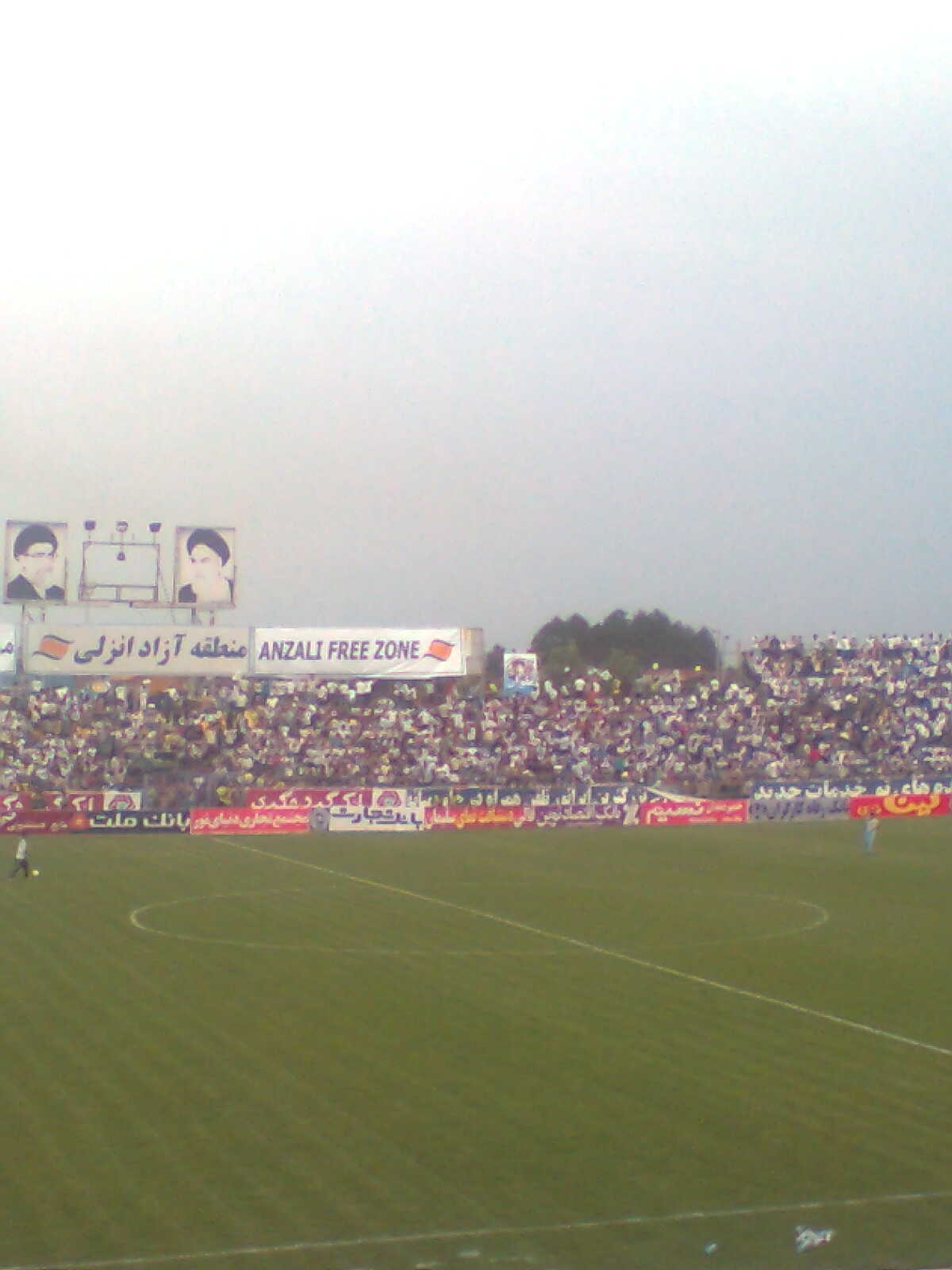
Фани «Малавану» в поєдинку між «Малаваном» та Естеґлала в рамках 1/2 фіналу Кубку Хазфі сезону 2010/11 років.

Уболівальники «Малавану» належать до числа одних із найпалкіших та найвідданіших футбольних уболівальників в Ірані. Повсякденне життя мешканців міста Бандар-Анзалі також пов'язане з «Малаваном». Більшість підприємств міста зачинені під час домашніх поєдинків «Малавану».

## Статистика виступів у національних турнірах
У таблиці, яка подана нижче, наведені результати та досягнення «Малавану» з моменту заснування Іранської Про Ліги в 2001 році.
| Рік     | Дивізіон          | Місце | Кубок Хазфі |
| 2001–02 | Іранська Про Ліга | 12-те | 1/8 фіналу  |
| 2002–03 | Іранська Про Ліга | 14-те | 1/4 фіналу  |
| 2003–04 | Ліга Азадеган     | 2-ге  | 1/8 фіналу  |
| 2004–05 | Іранська Про Ліга | 7-ме  | 1/8 фіналу  |
| 2005–06 | Іранська Про Ліга | 11-те | 1/4 фіналу  |
| 2006–07 | Іранська Про Ліга | 14-те | 1/8 фіналу  |
| 2007–08 | Про Ліга          | 16-те | 1/16 фіналу |
| 2008–09 | Про Ліга          | 12-те | 1/8 фіналу  |
| 2009–10 | Про Ліга          | 12-те | 1/8 фіналу  |
| 2010–11 | Про Ліга          | 8-ме  | Фінал       |
| 2011–12 | Про Ліга          | 15-те | 4-ий раунд  |
| 2012–13 | Про Ліга          | 13-те | 1/16 фіналу |
| 2013–14 | Про Ліга          | 7-ме  | 1/8 фіналу  |
| 2014–15 | Про Ліга          | 13-те | 1/16 фіналу |
| 2015–16 | Про Ліга          | 14-те | 1/8 фіналу  |
| 2016–17 | Ліга Азадеган     | 4-те  | 1/8 фіналу  |

## Індивідуальні показники
Список найкращих бомбардирів клубу за період виступів в Іранській Про Лізі,напівжирним шрифтом виділено нинішнього гравця клубу

### Бомбардири
| Гравець         | Голи | Роки                               |
| --------------- | ---- | ---------------------------------- |
| Джалал Рафхаеї  | 68   | 2005–10, 2011–16                   |
| Мохаммед Нозаті | 23   | 2004–05, 2007–13                   |
| Мердад Оладі    | 20   | 2009–11, 2012–13, 2014             |
| Педжман Нурі    | 18   | 2001–03, 2009–11, 2012–13, 2014–16 |
| Мегді Дагагелех | 16   | 2010–12, 2013–14                   |

## Керівництво клубу

### Президенти
|                      | \| Ім'я \| Роки \| \| -------------------- \| ------- \| \| Рашид Сазманд \| 1996–06 \| \| Саадолла Пуртагмасбі \| 2006–09 \| \| Ардешир Пурнемат \| 2009–11 \| \| Багман Саленія \| 2011–12 \| \| Садег Дерудгар \| 2012–14 \| \| Хоссейн Голамі \| 2014–15 \| \| Ахмад Донямалі \| 2015– \| |
| Ім'я                 | Роки |
| Рашид Сазманд        | 1996–06 |
| Саадолла Пуртагмасбі | 2006–09 |
| Ардешир Пурнемат     | 2009–11 |
| Багман Саленія       | 2011–12 |
| Садег Дерудгар       | 2012–14 |
| Хоссейн Голамі       | 2014–15 |
| Ахмад Донямалі       | 2015– |

### Тренерський штаб[2]
| Посада                     | Ім'я                 |
| -------------------------- | -------------------- |
| Головний тренер            | Надер Дастнещан      |
| Асистент головного тренера | Надер Езатоллагі     |
| Асистент головного тренера | Мохаммед Гадір Багрі |
| Тренер воротарів           | Мохаммед Хабібі      |
| Лікар                      | Бабак Сайяд          |
| Технічний директор         | Гафур Джахані        |
| Менеджер команди           | Хоссейн Голамі       |

## Відомі тренери
У таблиці, яку подано нижче, вказані головні тренери клубу з 1968 року й до сьогодні. Фіруз Карімі має честь бути першим іранським головним тренером, який завоював трофей, не працювавши в футбольній школі «Малавана».
|                      | \| Ім'я \| Національність \| Роки \| \| -------------------- \| -------------- \| -------------------------------- \| \| Багман Салегнія \| \| 20 травня 1968 – 5 лютого 1997 \| \| Носрат Ірандуст \| \| 5 лютого 1997 – 15 грудня 2000 \| \| Мохаммед Ахмедзаде \| \| 15 грудня 2000 – 2 липня 2002 \| \| Багман Салегнія \| \| 15 травня 2002 – 2 липня 2004 \| \| Носрат Ірандуст \| \| 2 липня 2004 – 5 липня 2006 \| \| Мохаммед Ахмедзаде \| \| 5 липня 2006 – 1 січня 2010 \| \| Фархад Пурголамі \| \| 1 січня 2010 – 29 вересня 2012 \| \| Мохаммед Ахмедзаде \| \| 29 вересня 2012 – 28 травня 2013 \| \| Драган Скочич \| \| 28 травня 2013 – 1 червня 2014 \| \| Носрат Ірандуст \| \| 1 червня 2014 – 8 жовтня 2014 \| \| Стеван Мойсилович \| \| 8 жовтня 2014 – 5 грудня 2014 \| \| Фіруз Карімі \| \| 6 грудня 2014 – 1 червня 2015 \| \| Хамід Естілі \| \| 10 серпня 2015 – 20 лютого 2016 \| \| Мохаммед Ахмедзаде \| \| 1 березня 2016 – 15 липня 2016 \| \| Мохаммед Маєлі Коган \| \| 22 липня 2016 – 27 травня 2017 \| \| Надер Дастеншан \| \| 28 травня 2017 – теп. час \| |                                  |
| Ім'я                 | Національність | Роки                             |
| Багман Салегнія      | Іран · Іран | 20 травня 1968 – 5 лютого 1997   |
| Носрат Ірандуст      | Іран | 5 лютого 1997 – 15 грудня 2000   |
| Мохаммед Ахмедзаде   | Іран | 15 грудня 2000 – 2 липня 2002    |
| Багман Салегнія      | Іран | 15 травня 2002 – 2 липня 2004    |
| Носрат Ірандуст      | Іран | 2 липня 2004 – 5 липня 2006      |
| Мохаммед Ахмедзаде   | Іран | 5 липня 2006 – 1 січня 2010      |
| Фархад Пурголамі     | Іран | 1 січня 2010 – 29 вересня 2012   |
| Мохаммед Ахмедзаде   | Іран | 29 вересня 2012 – 28 травня 2013 |
| Драган Скочич        | Хорватія | 28 травня 2013 – 1 червня 2014   |
| Носрат Ірандуст      | Іран | 1 червня 2014 – 8 жовтня 2014    |
| Стеван Мойсилович    | Сербія | 8 жовтня 2014 – 5 грудня 2014    |
| Фіруз Карімі         | Іран | 6 грудня 2014 – 1 червня 2015    |
| Хамід Естілі         | Іран | 10 серпня 2015 – 20 лютого 2016  |
| Мохаммед Ахмедзаде   | Іран | 1 березня 2016 – 15 липня 2016   |
| Мохаммед Маєлі Коган | Іран | 22 липня 2016 – 27 травня 2017   |
| Надер Дастеншан      | Іран | 28 травня 2017 – теп. час        |

## Відомі гравці
- Алі Абеді
- Араш Афшин
- Ахмад Агі
- Мохаммед Ахмедзаде
- Согеїл Асгарзад
- Хассан Ашджарі
- Гаді Азізі
- Хоссейн Бадамакі
- Мегді Шаманара
- Афшин Шавуши
- Мегді Дагагелег
- Мохаммед Дерабі
- Реза Дарвіши
- Гаді Дегані
- Німа Делаварі
- Гамідреза Дівсалар
- Хоссейн Ібрагімі
- Моджтаба Інсафі
- Азіз Іспандер
- Саїд Еззатолахі
- Мосен Форузан
- Мохаммедреза Гавідель
- Сірус Гаєггран
- Мегдад Гобахлу
- Масуд Голамалізад
- Мохаммед Голамін
- Араш Голізаде
- Алі Горбані
- Сіаваш Хагназарі
- Мохаммед Амін Хаджмохаммеді
- Мохаммед Гамранг
- Алі Хассанісефат
- Мегді Шагкутазаде
- Мохаммед Гейдарі
- Хоссейн Хоссейні
- Джаляль Хоссейні
- Мохаммед Хосейні
- Носрат Ірандуст
- Хассан Джафарі
- Мегран Джафарі
- Амін Джаган Коган
- Ахмад Джамшидян
- Аліреза Джарагкан
- Хоссейн Канаанізадеган
- Амір Ходамораді
- Рамін Хосварі
- Сіамак Куроши
- Азіз Маєбуді
- Ахмед Мегдізаде
- Акбар Місагян
- Садег Могаррамі
- Фарід Мохтарі
- Мосен Мосальман
- Реза Нассері
- Алі Назармохаммеді
- Алі Назіфкар
- Реза Нікназар
- Хамід Нурмохаммеді
- Педжман Нурі
- Мохаммед Нозгаті
- Мердад Оладі
- Ганіф Омранзаде
- Мохаммед Пур Рагматолла
- Еззатолла Пургаз
- Бабак Пурголамі
- Фархад Пурголамі
- Паян Рафат
- Джаляль Рафхаеї
- Мехді Рахімзаде
- Согеїл Рахмані
- Мохаммед Хассан Раджабзаде
- Аліреза Рамезані
- Арман Рамезані
- Мохаммед Разіпур
- Мохаммед Ростамі
- Іман Садегі
- Шахін Сагебі
- Саеїд Саларзаде
- Мохаммед Саттарі
- Хоссейн Шерані
- Мегді Ширі
- Джавад Ширзад
- Араш Сусарян
- Реза Талабе
- Гаді Таміні
- Мохаммед Гаді Ягубі
- Саеїд Юсефзаде
- Магяр Загматкеш
- Мазіар Заре
- Ален Башич
- Томислав Станич
- Адріану Леонарду Алвеш
- Феліпе Алвеш ді Соужа
- Зоран Златковський
- Сергій Пащенко
- Мартін Кайонго-Мутумба
- Івор Вейтцер